# Круглое Поле (посёлок)
Круглое Поле — посёлок в Тукаевском районе Республики Татарстан (Россия), единственный населённый пункт Круглопольского сельского поселения.
Входит в Набережночелнинскую агломерацию.
Прежнее название — Новый Биклянь. С конца 1980-х по начало 2000-х находился в подчинении г. Набережные Челны.

## География
Расположен между речками Мелекеской и Биклянью в западной части района, недалеко от юго-западной окраины Набережных Челнов (в 15-20 км от центра города).
Находится на ж.-д. линии «Агрыз — Акбаш», примыкает к автодороге Наб. Челны — Альметьевск. Международный аэропорт Бегишево находится в 8 км к юго-западу от посёлка.

## Население
| 2010  | 2012  | 2013  | 2014  | 2015  | 2016  | 2017  |
| ----- | ----- | ----- | ----- | ----- | ----- | ----- |
| 3098  | ↗3142 | ↗3236 | ↗3282 | ↗3360 | ↗3375 | ↗3422 |
| 2021  |       |       |       |       |       |       |
| ↗3836 |       |       |       |       |       |       |

Национальный состав: 2002 - татары (49%), русские (33%).

## Инфраструктура
В посёлке имеются отделение почтовой связи, детский сад «Голубой вагон», товарищество собственников гаражей «АвтоСпектр», отделение полиции, Круглопольская средняя общеобразовательная школа, узловая железнодорожная станция Круглое Поле (станция отправления рейса РЖД № 112Й по маршруту «Круглое Поле — Москва». pass.rzd.ru. Дата обращения: 13 февраля 2020.), узловая поликлиника, асфальто-бетонный завод «КамДорСтрой» СУ-930.
Ходит автобус из Набережных Челнов.

## Культура
В настоящее время функционирует храм и мечеть.

## Железнодорожный транспорт
Станция Круглое Поле является одним из ключевых узлов Куйбышевской железной дороги. Крупнейшие пользователи услуг грузового железнодорожного транспорта в регионе — ОАО «Нижнекамскнефтехим» и ОАО «КамАЗ».